# میشل اونیل
میشل اونیل (به انگلیسی: Michelle O'Neill) (زاده ۱۰ ژانویه ۱۹۷۷) یک سیاستمدار ایرلندی است که از ۳ فوریه ۲۰۲۴ به عنوان وزیر اول ایرلند شمالی خدمت می‌کند. اونیل همچنین بین سال‌های ۲۰۲۰ تا ۲۰۲۲ معاون وزیر اول ایرلند شمالی بوده و از سال ۲۰۱۸ به عنوان معاون رئیس شین فین خدمت کرد. او از سال ۲۰۰۷ عضو مجلس قانونگذاری (MLA) برای حوزه مید اولستر است.
اونیل از سال ۲۰۰۵ تا ۲۰۱۱ در شورای شهر دانگنون و ساوت تایرون خدمت کرد. او به عنوان اولین شهردار زن دانگنون و ساوت تایرون از سال ۲۰۱۰ تا ۲۰۱۱ خدمت کرد. در سال ۲۰۰۷، او به عنوان نماینده مید آلستر در مجلس ایرلند شمالی انتخاب شد. در سال ۲۰۱۱، اونیل توسط معاون وزیر اول مارتین مک گینس به عنوان وزیر کشاورزی و توسعه روستایی منصوب شد. وی در سال ۲۰۱۶ به سمت وزیر بهداشت منصوب شد. در ژانویه ۲۰۲۰، پس یک دهه، حضور در قدرت اجرایی و تقسیم قدرت، معاون وزیر اول ایرلند شمالی شد. بعد از استعفای پل گیوان به عنوان وزیر اول در ۳ فوریه ۲۰۲۲، اونیل به‌طور خودکار از سمت خود استعفا داد. حزب شن فین پس از انتخابات محلی ۲۰۲۲ به بزرگ‌ترین حزب در مجمع قانونگذاری ایرلند شمالی تبدیل شد و اونیل را در صف پست وزیر اول ایرلند شمالی قرار داد. با این حال، او تا دو سال بعد این سمت را بر عهده نگرفت، زیرا حزب اتحادگرای دموکراتیک (DUP) به دلیل مخالفت خود با پروتکل ایرلند شمالی بر سر برگزیت از معرفی معاون وزیر اول خودداری کرد. در ۳ فوریه ۲۰۲۴، اونیل به عنوان وزیر اول ایرلند شمالی منصوب شد. این اولین بار بود که یک جمهوری‌خواه ایرلندی به این سمت می‌رسد.